# Blast Lärmen, ihr Feinde!
Blast Lärmen, ihr Feinde! Verstärket die Macht (Sonnez bruyamment, ennemis ! Redoublez de puissance) (BWV 205a), est une cantate profane de Johann Sebastian Bach composée à Leipzig pour le couronnement de l'électeur Frédéric-Auguste II de Saxe, fils de Frédéric-Auguste de Saxe, dit « le Fort » comme roi de Pologne après son élection le 5 octobre 1733. La cantate fut donnée le vendredi 19 février 1734 au café Zimmermann.
Le texte est peut-être de Christian Friedrich Henrici (Picander).
La musique est perdue mais tous les mouvements, sauf les récitatifs 8, 12 et 14 étaient basés sur Zerreißet, zersprenget, zertrümmert die Gruft, BWV 205, dans le même ordre.